# 電波系
電波系（日语：／ Denpa-kē），泛指具有妄想癖、或是難以與人溝通的人。原本是指可以接收到外來電波，導致幻視或幻聽。

## 概要
1970年代，日本警察以做為精神病患者的隱語。

## 相關媒體

### 書籍
- 《猴子也能画漫画》（サルでも描けるまんが教室）作者：相原コージ、竹熊健太郎，出版社：小學館，ISBN 4091790518、（1990/10）
- 《電波系》：作者：村崎百郎、根本敬，出版社：太田出版 ISBN 4872333055、（1996/9）
- 《電波女與青春男》（電波女と青春男）：入間人間的輕小說作品
- 《電波少女與錢仙大人》 ：遠藤ミドリ原作的漫畫
- 《荒川爆笑團》
- 《電波教師》

### 遊戲
- 《雫》發行公司：Leaf（1996/1）（2004年為重製版）
- 《月光症候群》（ムーンライトシンドローム）發行公司：Human Entertainment（1997/10）
- 《LSD》發行公司：Asmik Ace Entertainment（1998/10）
- 《終之空》（終ノ空）發行公司：KeroQ（1999/8）
- 《對你說再見 ～comment te dire adieu～》（さよならを教えて ～comment te dire adieu～）發行公司：Craftwork（2001/3）
- 《自殺的101種方法》（ジサツのための101の方法）發行公司：公爵(成人遊戲公司)（2001/10）
- 《沙耶之歌》（沙耶の唄）發行公司：Nitro+（2003/12）
- 《美好的日子 ～不連續存在～》（素晴らしき日々 ～不連続存在～）發行公司：KeroQ（2010/3）
- 《你和她和她的戀愛。》（君と彼女と彼女の恋。）發行公司：Nitro+（2013/6）